# Sirio Banchelli
Sirio Banchelli, né en 1910 à Florence et mort à Rome en 1963, est un nageur italien ayant remporté une médaille de bronze aux championnats d'Europe de natation en 1931 à Paris.

## Biographie
Sirio Banchelli nage (natation et water-polo) pour le club Rari Nantes de Florence.
Aux championnats d'Italie de natation, il monte à plusieurs reprises sur le podium pour le sprint en nage libre : sur 100 mètres : 3e en 1928 en 1 min 6 s 2, 2e en 1929 en 1 min 5 s, 2e en 1931 en 1 min 5 s 2, 1er en 1932 en 1 min 3 s 5, 3e en 1933 en 1 min 5 s 3, 2e en 1935 en 1 min 3 s 2 ; sur 200 mètres : 2e en 1931 en 2 min 28 s 8, 3e en 1932 en 2 min 32 s 8. Sur le relais 4 × 200 nage libre, il monte sur le podium avec la Fiorentina en 1930 (2e), 1931 (3e) et 1932 (2e) et enfin 1er en 1935.
Sélectionné pour les Jeux olympiques d'été de 1928 comme remplaçant pour le relais 4 × 200 mètres nage libre, il ne nage pas ; et le relais est disqualifié pour passage de relais anticipé,.
Sirio Banchelli fait partie du relais italien 4 × 200 mètres nage libre aux championnats d'Europe de natation en 1931 à Paris qui monte sur la 3e marche du podium en 9 min 49 s. 
En water-polo, il est champion d'Italie avec la Fiorentina en 1933. Il participe aux championnats d'Europe de water-polo en 1934.